# Pilota d'Or 1965
El premi Pilota d'Or 1965, atorgat al millor futbolista europeu de l'any, a criteri d'un panell de periodistes esportius d'arreu dels territoris membres de la UEFA, fou entregat a Eusébio el 28 de desembre de 1965.
Eusébio va ser el primer portuguès en rebre el premi, i és encara l'únic jugador del SL Benfica que l'ha guanyat mai.

## Classificació
| Posició | Nom                     | Club                                | Nacionalitat   | Punts |
| 1       | Eusébio                 | SL Benfica                          | Portugal       | 67    |
| 2       | Giacinto Facchetti      | Inter de Milà                       | Itàlia         | 59    |
| 3       | Luis Suárez             | Inter de Milà                       | Espanya        | 45    |
| 4       | Paul Van Himst          | RSC Anderlecht                      | Bèlgica        | 25    |
| 5       | Bobby Charlton          | Manchester United FC                | Anglaterra     | 19    |
| 6       | Flórián Albert          | Ferencvárosi TC                     | Hongria        | 14    |
| 7       | Gianni Rivera           | AC Milan                            | Itàlia         | 10    |
| 8       | Georgi Asparuhov        | Levski Sofia                        | Bulgaria       | 9     |
| 8       | Sandro Mazzola          | Inter de Milà                       | Itàlia         | 9     |
| 8       | Valery Voronin          | Torpedo Moskva                      | Unió Soviètica | 9     |
| 11      | Denis Law               | Manchester United FC                | Escòcia        | 8     |
| 12      | Karl-Heinz Schnellinger | AS Roma AC Milan                    | RFA            | 6     |
| 13      | Jim Baxter              | Rangers FC Sunderland AFC           | Escòcia        | 5     |
| 13      | Ferenc Puskás           | Reial Madrid                        | Espanya        | 5     |
| 15      | Mario Corso             | Inter de Milà                       | Itàlia         | 3     |
| 15      | Lev Yashin              | Dynamo Moscow                       | Unió Soviètica | 3     |
| 17      | Amancio                 | Reial Madrid                        | Espanya        | 2     |
| 17      | Franz Beckenbauer       | Bayern de Múnic                     | RFA            | 2     |
| 17      | Ferenc Bene             | Újpest FC                           | Hongria        | 2     |
| 17      | Mário Coluna            | SL Benfica                          | Portugal       | 2     |
| 17      | Milan Galić             | FK Partizan                         | Iugoslàvia     | 2     |
| 17      | Philippe Gondet         | FC Nantes                           | França         | 2     |
| 17      | Andrej Kvašňák          | Sparta Prague                       | Txecoslovàquia | 2     |
| 17      | Slava Metreveli         | Dinamo Tbilisi                      | Unió Soviètica | 2     |
| 25      | Ivor Allchurch          | Cardiff City FC Swansea Town        | Gal·les        | 1     |
| 25      | Sigfried Held           | Kickers Offenbach Borussia Dortmund | RFA            | 1     |
| 25      | Köbi Kuhn               | FC Zürich                           | Suïssa         | 1     |